# Emmanuel Ekwueme
Emmanuel Ekwueme (Mbaise, 22 novembre 1979) è un ex calciatore nigeriano, di ruolo centrocampista.

## Carriera

### Club
Ha giocato nei campionati nigeriano, greco e polacco.

### Nazionale
Ha vestito la maglia della Nazionale dal 2003 al 2004.